# Ryan Gravenberch
Ryan Jiro Gravenberch (* 16. května 2002 Amsterdam) je nizozemský profesionální fotbalista, který hraje na pozici středního záložníka za anglický klub Liverpool FC a za nizozemský národní tým.

## Klubová kariéra

### Ajax
Gravenberch se připojil k akademii Ajaxu v roce 2010 z jiného amsterdamského klubu AVV Zeeburgia. Svoji první profesionální smlouvu podepsal 7. června 2018, a to do roku 2023. Gravenberch debutoval v B-týmu 24. srpna 2018 při ligové výhře 5:2 nad FC Dordrecht.
Gravenberch v dresu Ajaxu debutoval 23. září 2018, a to v zápase Eredivisie proti PSV Eindhoven. Gravenberch se tak stal historicky nejmladším hráčem klubu, který nastoupil do ligového utkání ve věku 16 let a 130 dní (do té doby rekord držel Clarence Seedorf, který debutoval ve věku 16 let a 242 dní). O tři dny později vstřelil svoji první branku za A-tým, a to v zápase KNVB beker proti HVV Te Werve při výhře 7:0.
Dne 22. prosince 2019 se poprvé střelecky prosadil i v Eredivisie, když brankou a asistencí pomohl k výhře 6:1 nad ADO Den Haag. 27. února 2020 debutoval Gravenberch v evropských pohárech, když se objevil v základní sestavě zápasu šestnáctifinále Evropské ligy proti španělskému Getafe.
V sezóně 2020/21 se stal v osmnácti letech stabilním členem základní sestavy, když nastoupil do 32 z 34 ligových utkání v sezóně. Svůj první gól v Lize mistrů Gravenberch vstřelil 25. listopadu 2020 při výhře 3:1 nad dánským Midtjyllandem v zápase základní skupiny.

### Bayern Mnichov
V létě 2022 se Bayern Mnichov dohodl s Ajaxem na přestupu Gravenbercha. Německý celek za dvacetiletého fotbalistu zaplatí 19 milionů eur (asi 470 milionů korun). Částka by navíc v závislosti na dalších bonusech mohla narůst o dalších 5,5 milionu. Ajax by měl také dostat 7,5 procenta z dalšího přestupu. Pro Gravenbercha je v Bayernu nachystán pětiletý kontrakt.

## Reprezentační kariéra
Gravenberch se narodil v Nizozemsku a je surinamského původu. Do nizozemské reprezentace byl poprvé povolán v listopadu 2020. Svůj reprezentační debut si však odbyl až 24. března 2021, když nastoupil na posledních 8 minut kvalifikačního zápasu proti Turecku. Svůj první reprezentační gól vstřelil 6. června 2021, a to v přátelském zápase proti Gruzii. V červnu 2021 byl nominován na závěrečný turnaj EURO 2020. Na turnaji nastoupil do dvou zápasů základní skupiny, nejprve odehrál 16 minut v zápase proti Rakousku a o čtyři dny později se objevil v základní sestavě utkání proti Severní Makedonii.

## Statistiky

### Klubové
K 20. březnu 2022
| Klub   | Sezóna  | Liga       | Liga   | Liga | KNVB Cup | KNVB Cup | Evropské poháry | Evropské poháry | Ostatní | Ostatní | Celkem | Celkem |
| Klub   | Sezóna  | Liga       | Zápasy | Góly | Zápasy   | Góly     | Zápasy          | Góly            | Zápasy  | Góly    | Zápasy | Góly   |
| ------ | ------- | ---------- | ------ | ---- | -------- | -------- | --------------- | --------------- | ------- | ------- | ------ | ------ |
| Ajax   | 2018/19 | Eredivisie | 1      | 0    | 1        | 1        | 0               | 0               | —       | —       | 2      | 1      |
| Ajax   | 2019/20 | Eredivisie | 9      | 2    | 2        | 1        | 1               | 0               | 0       | 0       | 12     | 3      |
| Ajax   | 2020/21 | Eredivisie | 32     | 3    | 4        | 1        | 11              | 1               | —       | —       | 47     | 5      |
| Ajax   | 2021/22 | Eredivisie | 26     | 2    | 2        | 0        | 8               | 0               | 1       | 0       | 37     | 2      |
| Celkem | Celkem  | Celkem     | 68     | 7    | 9        | 3        | 20              | 1               | 1       | 0       | 98     | 11     |

### Reprezentační
K 13. listopadu 2021
| Nizozemsko | Nizozemsko | Nizozemsko |
| Rok        | Zápasy     | Góly       |
| ---------- | ---------- | ---------- |
| 2021       | 10         | 1          |
| Celkem     | 10         | 1          |

#### Reprezentační góly
Skóre a výsledky Nizozemska jsou vždy zapisovány jako první.
| Gól | Datum          | Místo                                  | Soupeř | Skóre | Výsledek | Soutěž          |
| --- | -------------- | -------------------------------------- | ------ | ----- | -------- | --------------- |
| 1.  | 6. června 2021 | De Grolsch Veste, Enschede, Nizozemsko | Gruzie | 3:0   | 3:0      | Přátelský zápas |

## Ocenění

### Klubová

#### Ajax
- Eredivisie: 2018/19, 2020/21[21]
- KNVB Cup: 2018/19, 2020/21[22]